# 哈查萬卡拉尼山
16°40′30″S 68°31′13″W / 16.67500°S 68.52028°W
哈查萬卡拉尼山（Jach'a Wankarani），是玻利維亞的山峰，位於該國西部拉巴斯省的洛斯安地斯省，處於普赫蒂爾帕塔蓬塔山東北面，屬於安第斯山脈中奇利亞-基姆薩查塔山脈的一部分，海拔高度4,040米。